# Peur panique (film)
Pour plus de détails, voir Fiche technique et Distribution.
Peur panique (The Outpost), également connu sous les titres Mind Ripper ou The Hills Have Eyes III est un film américain réalisé par Joe Gayton, sorti en 1995.
Bien qu'étant parfois intitulé The Hills Still Have Eyes ou The Hills Have Eyes III (« la colline a des yeux 3 »), le film n'a aucun lien avec la saga La colline a des yeux, excepté la présence de Wes Craven comme producteur.

## Synopsis
Dans le désert, James Stockton et des scientifiques du gouvernement américain procèdent à une expérience top secrète visant à créer une espèce surhumaine à partir d'humains morts. L'un des sujets, "Thor", est un spécimen trouvé mort dans le désert après un suicide. Mais la créature devient incontrôlable...
Des années plus tard, après un appel d'un de ses ex coéquipier James Stockton revient dans son ancien laboratoire avec ses enfants et le petit amis de sa fille. Il découvre que la créature vit toujours...

## Fiche technique
- Titre français : Peur panique (vidéo)[1],[2]
- Autre titre francophone : Le voleur d'âmes (TV)[2]
- Titre provisoire : Hills Have Eyes Part 3[2]
- Titre original : The Outpost
- Autre titre anglophone : Mind Ripper[2]
- Réalisation : Joe Gayton
- Scénario : Jonathan Craven et Phil Mittleman
- Musique : J. Peter Robinson
- Photographie : Fernando Argüelles
- Montage : Harry Hitner
- Décors : Jeremy Levine et Ricardo Spinacé
- Costumes : Elizabeth Jett
- Direction artistique : Prolet Spasova
- Production : Jonathan Craven

Producteur délégué : Wes Craven
Coproducteur : Peter Shepherd
- Sociétés de production : The Kushner-Locke Company et Outpost Productions
- Distribution : The Kushner-Locke Company,  Warner Home Video (vidéo),  Sidonis (VHS)
- Genre : horreur, science-fiction
- Durée : 94 minutes
- Pays de production :  États-Unis
- Langue originale : anglais
- Format : Couleur, Format 4/3 - 35 mm
- Dates de sortie[2] :
  - États-Unis : 8 octobre 1995
  - France : janvier 1996 en VHS chez TF1 video

## Distribution
- Lance Henriksen (VF : Jean Barney) : James Stockton
- Claire Stansfield (VF : Françoise Vallon) : Joanne
- Natasha Gregson Wagner (VF : Laura Préjean) : Wendy Stockton
- Giovanni Ribisi (VF : Alexis Tomassian) : Scott Stockton
- John Diehl (VF : Philippe Dumond) : Alex
- Gregory Sporleder (VF : Thierry Redler) : Rob
- Dan Blom : « Thor »
- Adam Solomon (VF : Cédric Dumond) : Mark
- John Apicella (VF : Gérard Surugue) : Larry
- Peter Shepherd : Frank